# 福島市立福島第二中学校
福島市立福島第二中学校（ふくしましりつ ふくしまだいにちゅうがっこう）は、福島県福島市にある公立中学校である。

## 概要
福島市中心市街地東部を通学区域とし、福島市役所や福島地方裁判所、福島競馬場といった施設の近隣に位置する。2020年5月1日現在、12学級221名の児童が在籍する。

## 沿革
- 1947年
  - 4月 - 学校教育法が施行され、創立される（当時は福島市立福島第二小学校に併設されていた）。
- 1953年
  - 1月7日 - 桜木町50番地に新校舎を創立。
  - 4月1日 - 新たに福島市立福島第三中学校通学区域内の8町を編入。
- 1960年
  - 1月7日 - 新たに福島市立福島第三中学校通学区域内の5町を編入。
- 1980年
  - 1月30日 - RC造三階建の校舎が竣工する。
- 1981年
  - 8月31日 - RC造三階建の校舎が竣工する。
- 1984年
  - 8月20日 - 水泳プール（25m×14m 7コース）が竣工する。
  - 8月30日 - 屋内運動場が竣工する。

## 教育方針
教育目標
- 夢の実現へ向け、たくましく生きる生徒の育成
  - 豊かな知性を求める生徒〔英知〕
  - すぐれた品性をそなえた生徒〔気品〕
  - 心身ともに健康で活力のある生徒〔健康〕

## 学校行事
| - 4月 - 5月 - 6月 | - 7月 - 8月 - 9月 | - 10月 - 11月 - 12月 | - 1月 - 2月 - 3月 |

## 通学区域
- 中央東地区
  - 仲間町
  - 上浜町
  - 浜田町
  - 五老内町
  - 舟場町
  - 松木町
  - 北町
  - 豊田町
  - 新町
  - 宮町
  - 新浜町
  - 腰浜町
  - 東浜町
  - 桜木町
  - 北五老内町
  - 霞町
  - 花園町
  - 山下町
  - 旭町
  - 松浪町
  - 春日町
- 中央東地区（信夫山）
  - 狩野
  - 所窪
  - 清水山

## 進学前小学校
- 福島市立福島第二小学校
- 福島市立福島第三小学校
- 福島市立吉井田小学校
- 福島市立杉妻小学校

## 学区内の主な施設
- 福島市役所
- 福島地方裁判所
- 福島競馬場
- 福島市児童公園
- 福島大学附属中学校
- 福島県立福島東高等学校
- 福島市立福島第二小学校
- 福島市立福島第三小学校
- 桜の聖母幼稚園
- 桜の聖母小学校
- 桜の聖母短期大学

## 交通
- JR福島駅より福島交通路線バス伊達方面各線乗車、年金事務所入口バス停下車、徒歩約5分[4]

## 出身者
加藤茶 - タレント、ザ・ドリフターズメンバー